# John Bachar
John Bachar (Los Angeles, 23 de março de 1957 – 5 de julho de 2009) foi um alpinista norte-americano que era conhecido por sua habilidade na escalada sem corda.